# 麥洛梅克鏢鱸
麥洛梅克鏢鱸為輻鰭魚綱鱸形目鱸亞目河鱸科的其中一種，分布於美國密蘇里州麥洛梅克河流域，體潮可達7.1公分，棲息在中底層水域。